# Station Auxi-le-Château
Station Auxi-le-Château is een voormalig Frans treinstation gelegen op het grondgebied van de gemeente Auxi-le-Château, in het departement Pas-de-Calais, in de regio Hauts-de-France. Het station ligt aan de lijn van Fives naar Abbeville.
Het station is in 1879 in gebruik genomen door de Compagnie du Nord. In 1978 werd het definitief gesloten door de Société Nationale des Chemins de Fer Français (SNCF). Het oude reizigersgebouw was tot 2017 in gebruik als brandweerkazerne .

## Ligging
Het station van Auxi-le-Château bevindt zich op kilometerpunt (PK) 103,418 van de lijn van Fives naar Abbeville op het opgebroken deel van het traject tussen Saint-Pol-sur-Ternoise en Abbeville, Het station ligt net even voorbij de brug over de Authie tussen de eveneens gesloten stations van Wavans en Bernâtre.

## Geschiedenis

### Ontwikkeling en hoogtijdagen
Dit station werd in gebruik genomen toen het gedeelte Abbeville naar Frévent van de lijn Fives naar Abbeville in juni 1879 werd geopend door de Compagnie des chemins de fer du Nord. Het station genereerde in 1888 een omzet van 93 014,14 francs. In 1891 werd Auxi-le-Château aangedaan door vijf tot zes treinen in beide richtingen van en naar Lille en Le Tréport, Saint-Pol-sur-Ternoise en Abbeville.

### Sluiting
Het gedeelte waar het station zich bevindt is 18 december 1956 gesloten voor het reizigersverkeer. De sectie Frevent- Auxi-le-Château, gesloten sinds 1971, werd in juli 1973 gedeclassificeerd.